# Papulaspora irregularis
Papulaspora irregularis är en svampart som beskrevs av Hotson 1912. Papulaspora irregularis ingår i släktet Papulaspora, klassen Sordariomycetes, divisionen sporsäcksvampar och riket svampar.   Inga underarter finns listade i Catalogue of Life.